# I tre moschettieri - Milady
I tre moschettieri - Milady (Les Trois Mousquetaires: Milady) è un film del 2023 diretto da Martin Bourboulon.
La pellicola è tratta dal celebre romanzo I tre moschettieri (1844) scritto da Alexandre Dumas ed è il sequel de I tre moschettieri - D'Artagnan, diretto dallo stesso Bourboulon.

## Trama
Il film inizia dove finisce la prima parte (I tre moschettieri - D'Artagnan). Constance Bonacieux viene rapita di fronte agli occhi di D'Artagnan che viene colpito alla testa da Rochefort perdendo i sensi. Viene catturato dagli agenti di Gaston, fratello minore di re Luigi XIII ed erede apparente. D'Artagnan sfugge ai suoi rapitori che in qualche modo sono in combutta con Rochefort e il cardinale e, a sua volta, cattura il conte de Chalais, il principale scagnozzo di Gaston.     
Il giovane moschettiere ordina a de Chalais di condurlo nella cella della prigione dove è tenuta Constance, ma trova inaspettatamente la misteriosa Milady de Winter, incatenata e apparentemente torturata. Milady e D'Artagnan scappano insieme e trascorrono una notte in un nascondiglio nella foresta dove Milady cerca di sedurre D'Artagnan, ma senza successo. D'Artagnan viene nuovamente catturato dagli uomini di de Chalais, ma scappa di nuovo. 
Athos visita il castello di famiglia per vedere suo figlio di cinque anni, noncurante d'essere sorvegliato da Rochefort. Insieme visitano la tomba della madre del ragazzo.
Dopo essere sopravvissuto a un tentativo di omicidio alla fine della prima parte, re Luigi XIII decide di lanciare una guerra contro La Rochelle, una roccaforte protestante sulla costa occidentale della Francia. 
D'Artagnan, Athos, Porthos e Aramis vengono inviati a La Rochelle con i Moschettieri, un'unità d'élite dell'esercito francese, sotto il comando del capitano de Treville. Nel campo di guerra, D'Artagnan incontra Milady che tenta nuovamente di sedurlo. Prima di fare sesso, D'Artagnan scopre un giglio marchiato sulla sua spalla e si rende conto che lei è la donna di cui Athos gli ha parlato. Athos viene a sapere che la sua ex moglie, la madre di suo figlio, è viva.
Un piccolo gruppo di moschettieri è guidato dal capitano de Treville in un'audace incursione notturna a La Rochelle. All'interno della fortezza, vengono scoperti dai ribelli protestanti che apparentemente erano stati informati dell'imminente incursione da parte del conte di Chalais su ordine di Gaston tramite Rochefort e gli altri moschettieri del cardinale i quali si uniranno alla lotta in segreto per vendicarsi dei moschettieri del re.
Con l'aiuto di Annibale, comandante di un'altra unità dell'esercito francese, i moschettieri fuggono dopo un valoroso combattimento nel quale D'Artagnan viene battuto da Rochefort che poi viene attaccato da Athos, raggiungendo una situazione di stallo sbloccata dalla caduta di un cannone che divide i due. Athos segue Milady in una foresta, dove incontra segretamente il cardinale Richelieu. Viene a sapere che a Milady viene ordinato di assassinare il duca di Buckingham, il cui sostegno è fondamentale per gli sforzi bellici dei ribelli di La Rochelle. 
Nel frattempo nei pressi del porto della fortezza Aramis e Porthos battono un imponente guerriero protestante, mentre D'Artagnan ferisce e disarma Rochefort, ma dei calcinacci dovuti a un crollo lo tramortiscono. Dopo la partenza di Richelieu, Athos affronta Milady che gli ricorda i loro giorni d'amore. Milady si prepara ad uccidere Athos, ma viene salvato dall'arrivo di Aramis e D'Artagnan. Milady fugge.
Il cardinale Richelieu incontra la regina Anna e promette di restituire Costance che era stata tenuta agli arresti per ordine suo. La regina dice a D'Artagnan che Constance è al sicuro sotto la guardia del duca di Buckingham in Inghilterra. 
Benjamen, fratello di Athos e uno dei leader protestanti, viene catturato dalle guardie di Gaston e condannato a morte per annegamento. Athos decide di abbandonare l'esercito francese per salvare suo fratello. Aramis e D'Artagnan lo raggiungono. Insieme fuggono in Inghilterra.
Milady si reca in Inghilterra per assassinare il duca di Buckingham. Nel castello di Buckingham, Milady viene riconosciuta da Constance, ospite di Buckingham, catturata e condannata a morte. Prima dell'impiccagione, Milady riceve la visita di Constance durante la sua prigionia. Compatito per la sorte di una donna giovane e bella, Constance scambia i vestiti con Milady e la lascia scappare. Quando i carnefici vengono per Milady, Constance cerca di spiegare che non è lei la persona condannata a morte, ma invano. Viene impiccata nel cortile del palazzo. D'Artagnan e i suoi amici sono in ritardo rispetto all'impiccagione di Constance. Insieme a Buckingham, inseguono Milady che ha sfruttato il tempo per dare fuoco al palazzo del duca. D'Artagnan entra nell'edificio in fiamme per combattere Milady. Durante lo scontro Milady svanisce e D'Artagnan viene salvato, privo di sensi, dai suoi amici.
Il capitano de Treville viene processato per tradimento alla corte del re, per la gioia del cardinale e del suo braccio destro Rochefort che sperano in una pena esemplare. Aramis e D'Artagnan arrivano per portare le prove che Gaston ha comunicato con i ribelli di La Rochelle per complottare contro il re. Il capitano viene assolto e quindi liberato. 
Athos torna a casa nel suo castello e scopre che suo figlio è stato rapito da una persona sconosciuta. Sul letto del ragazzo trova un orecchino che un tempo era in possesso di sua moglie.

## Produzione
Il budget del film è stato di 36 milioni di euro.

## Promozione
Il primo trailer del film è stato diffuso il 20 ottobre 2023.

## Distribuzione
Il film è stato presentato in anteprima mondiale a Rio de Janeiro il 18 novembre 2023 prima di essere stato distribuito nelle sale francesi il 13 dicembre dello stesso anno; ed in quelle italiane dal 14 febbraio 2024.

## Riconoscimenti
- 2024 - Premio César[6][7]
  - Migliore scenografia a Stéphane Taillasson
  - Candidatura per la migliore musica da film a Guillaume Roussel
  - Candidatura per il miglior sonoro a David Rit, Gwennole le Borgne, Oliver Touche, Cyril Holtz e Niels Barletta
  - Candidatura per la migliore fotografia a Nicolas Bolduc
  - Candidatura per i migliori costumi a Thierry Delettre
  - Candidatura per i migliori effetti visivi a Olivier Cauwet